# 海勒鲁普站
海勒鲁普站（丹麦语：Hellerup Station）是位于丹麦哥本哈根的一座火车站。同时有国铁及哥本哈根市郊铁路列车停靠。1863年7月22日与克兰彭堡铁路一同启用，总设计师是威廉·卡尔·海因里克·沃尔夫。1934年4月3日开通的哥本哈根市郊铁路的第一条线路（克兰彭堡站⟷万勒瑟站）就包含本站。周边有大量的多层建筑及富裕阶层的别墅，是丹麦最富裕的地区之一。

## 停靠列车
在本站停靠的列车包括由尼沃站出发经哥本哈根市中心至哥本哈根机场的“区域列车”，由赫尔辛格站出发经哥本哈根市中心、哥本哈根机场至瑞典南部的列车（包括“厄勒列车”），还有哥本哈根市郊铁路A线、C线、E线、F线列车停靠。本站同时是哥本哈根市郊铁路F线北端终点。工作日平均每分钟便有一列哥本哈根市郊铁路列车停靠本站，其中哥本哈根市郊铁路F线最短班距为5分钟。高峰时段每小时共有72列列车停靠本站。

## 外部連結
- 丹麦国家铁路官网对本站的介绍 （页面存档备份，存于）（丹麦语）